# Хосокава Такакуні
Хосокава Такакуні (*細川 高国, 1484 — 17 липня 1531) — канрей сьоґунату Муроматі у 1508—1525 роках.

## Життєпис
Походив з могутнього клану Хосокава. Старший син Хосокава Масахару. Народився 1484 року, отримавши ім'я Рокуро. Лише після гемпуку (церемонії повноліття) змінив на Такакуні. Приблизно на початку 1500-х років було всиновлено головою клану Хосокава Масамото. У 1507 році останнього було іншим названим сином Хосокава Суміюкі, який був позбавлений спадщини самим Масамото. Почалася боротьба за посаду канрей і першість у роді Хосокава між Суміюкі і Сумімото, іншим прийомним сином Масамото. Під час міжусобиці Такакуні підтримував Сумімото, який здобув перемогу над своїм суперником, став канреєм і главою роду Хосокава у 1507 році.
1508 року Хосокава Такакуні виступив проти Хосокава Сумімото. Він вступив в союз з даймьо Оуті Йосіокі з провінції Суо. На чолі війська рушив на Кіото. Разом з ним знаходився колишній сьоґун Асікаґа Йосітане. Хосокава Сумімото не зміг протистояти Оуті Йосіокі і втік до провінції Ава на острові Сікоку. Хосокава Такакуні спільно з Йосіокі вступили до столиці, де Асікаґа Йосітане знову стає сьогуном, а Хосокава Такакуні — канреєм і новим очільником роду Хосокава. Крім того, він отримав посади сюго провінцій Сеццу, Тамба, Санукі й Тоса.
У 1518 році після повернення Оуті Йосіокі до своїх володінь Хосокава Такакуні став фактичним правителем столиці та центрального Хонсю при номінальному сьогуні Асікага Йосітане. В 1519 році Хосокава Сумімото за підтримки Мійосі Юкінага спробував повернути собі владу, але був переможений Хосокава Такакуні, що діяв спільно з Роккарі Садайорі.
У 1521 році сьоґун Асікага Йосітане посварився з Такакуні і втік зі столиці в провінцію Ава. Такакуні проголосив новим сьогуном Асікаґа Йосіхару. У 1527 році Хосокава Такакуні був вигнаний з Кіото Мійосі Мотонага і Хосокава Харумото. У 1531 році Такакуні зазнав нищівної поразки від Харумото і втік до провінцію Сеццу. У місті Амагасакі його було схоплено і примушено до самогубства. Новим головою клану Хосокава став Хосокава Харумото, що вбив старшого сина Такакуні — Хоросава Танекуні.

## Особисте життя
Хосокава Такакуні був гомосексуалом і вступив у зв'язок з Янагімото Катахару, молодшим братом Каніса Мотоморі, головного васала роду Хосокава. Катахару став його фаворитом. Через наклеп Хосокава Такакуні наказав убити Мотоморі і позбувся підтримки своїх васалів.
Разом з тим був одружений з донькою Хосокава Масакати, від якої мав 4 синів і 2 доньки. Старший син номінально нетривалий час очолив клан Хосокава, але вже 1525 року загинув. Про інших синів замало відомостей. Одна з доньок була одружена з Кітабатаке Харумото, друга — Ямана Тойосади.